# موحدة لغة سي الموازية
موحدة لغة C الموازية (UPC) (بالإنجليزية: (UPC) Unified Parallel C)‏ هو امتداد للغة البرمجة سي المصممة للحوسبة عالية الأداء على الأجهزة المتوازية واسعة النطاق، بما في ذلك تلك التي تحتوي على مساحة عناوين عالمية مشتركة (حوسبة متعددة متماثلة وذاكرة غير موحدة الوصول) وتلك ذات الذاكرة الموزعة (حوسبة عنقودية).

## الأسلوب البرمجي
يعمل المبرمج بمساحة عنوان مشتركة ومقسمة واحدة، حيث يمكن قراءة المتغيرات وكتابتها مباشرة بواسطة أي معالج، ولكن كل متغير مرتبط فعليًا بمعالج واحد.

## نموذج الأستخدام
يستخدم كل موحد في لغة سي الموازية نموذج حساب واحد و برنامج واحد متعدد البيانات للحساب الذي يتم فيه تحديد مقدار التوازي في وقت بدء البرنامج، وعادةً يتم الأمر عن طريق سلسلة تنفيذ واحدة لكل معالج.

## روابط خارجية
- الموقع الرسمي
- UPC في LBNL
- UPC في GWU
- غنو يو بي سي